# Ferrovia di Amagi
La Ferrovia di Amagi (甘木鉄道株式会社, Amagi Tetsudō Kabushiki-gaisha?), chiamata anche Amatetsu, è una società ferroviaria del terzo settore con sede a Asakura, nella Prefettura di Fukuoka che gestisce la linea Amagi.

## Storia
L'azienda è stata fondata l'11 luglio 1985 come operatore ferroviario del terzo settore prendendo in gestione la vecchia Linea Amagi di proprietà delle Ferrovie Nazionali Giapponesi che avrebbero voluto sopprimerla dato che c'erano altri collegamenti di trasporto pubblico tra la città di Fukuoka e la città di Amagi (all'epoca), come la linea Nishitetsu Amagi, e una linea di autobus che correva parallela alla linea Amagi. Il 1º aprile 1986 entra in funzione la nuova linea Amagi.
Le forti piogge del luglio 2006 hanno danneggiato i piloni di un ponte ferroviario lungo la linea, provocando la chiusura di alcune sezioni per cinque mesi, con conseguente calo del numero di passeggeri.

## Linee ferroviarie
L'azienda gestisce una sola linea ferroviaria.

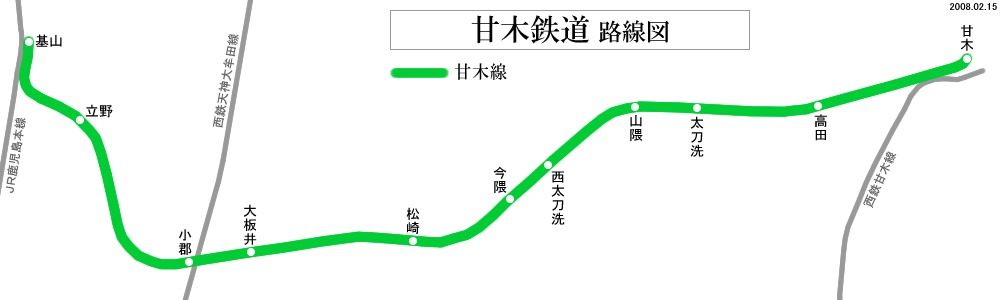
Mappa del percorso

| Linea       | Nome giapponese | Distanza totale | Capolinea      | Stazioni |
| ----------- | --------------- | --------------- | -------------- | -------- |
| Linea Amagi | 甘木線          | 13,7            | Kiyama - Amagi | 11       |

## Materiale rotabile
Al momento dell'apertura, è stata introdotta la LE-Car di Fuji Heavy Industries, nota anche come "autobus su rotaia", sebbene la LE-Car sia stata successivamente sostituita, il nome "autobus su rotaia" è ancora utilizzato negli annunci informativi, negli annunci a bordo dei vagoni, ecc..
L'azienda dispone, ad oggi, di 8 automotrici, tutte dipinte in modo diverso.

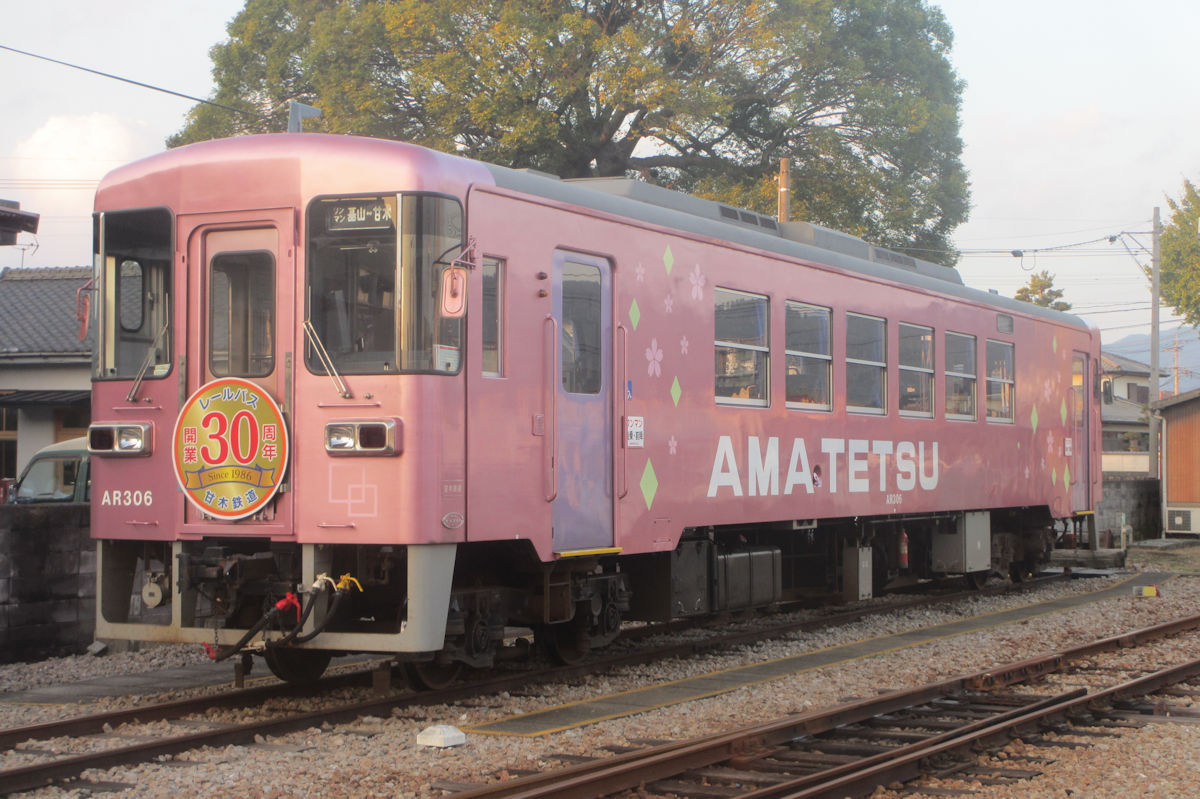
AR 300
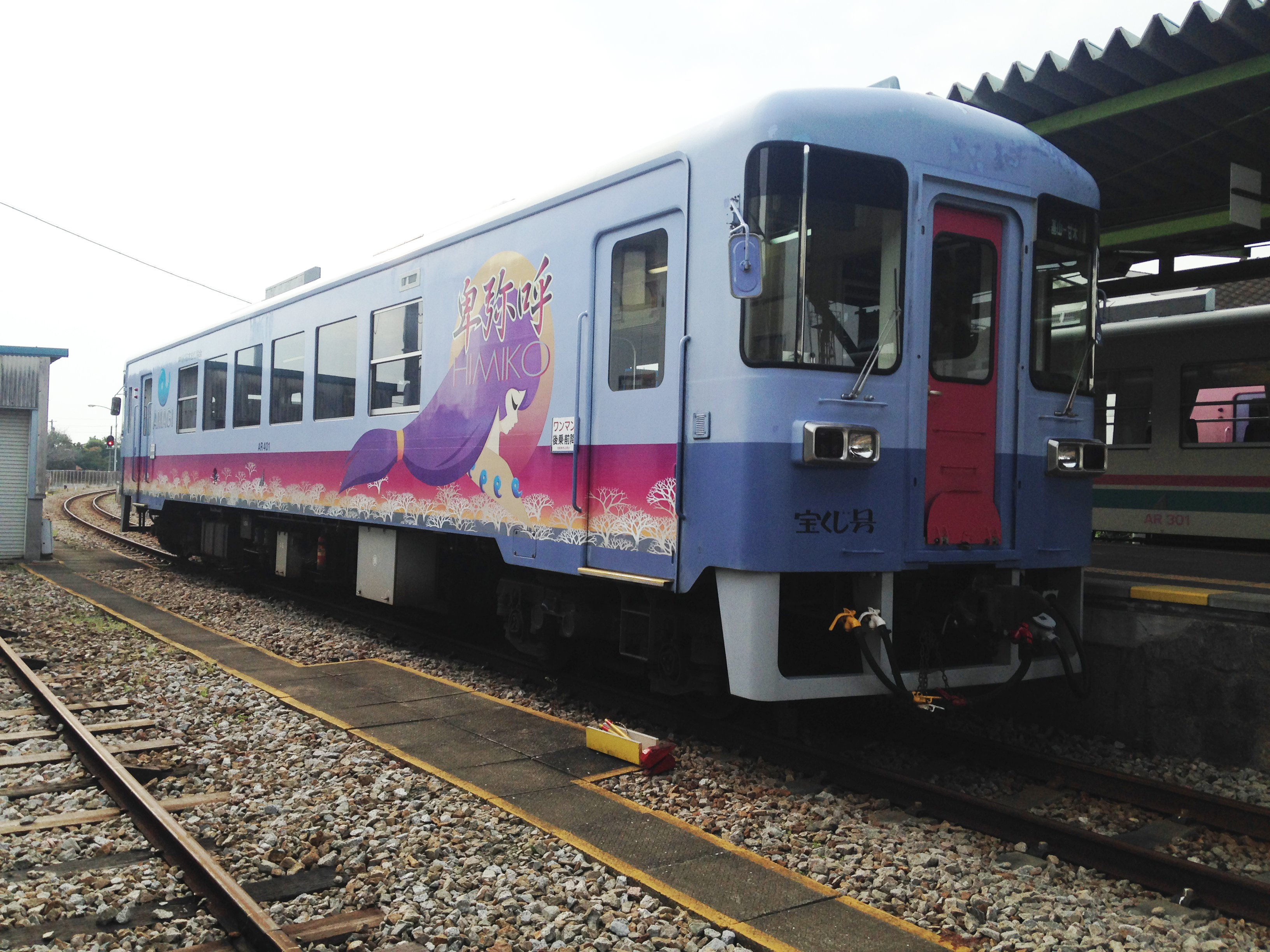
AR 400